# Cotylidia marsicana
Cotylidia marsicana är en svampart som beskrevs av Lonati 2000. Cotylidia marsicana ingår i släktet Cotylidia, klassen Agaricomycetes, divisionen basidiesvampar och riket svampar.   Inga underarter finns listade i Catalogue of Life.